# Възраждане (партия в България)
Вижте пояснителната страница за други значения на Възраждане.
„Възраждане“ е националистическа политическа партия в България, учредена през август 2014 г. Неин основател и председател е Костадин Костадинов. Партията се самоопределя в платформата си като патриотична формация. Същевременно е класифицирана от различни анализатори и медии като антиевропейска и антизападна, както и като проруска и ултранационалистическа.

## История

### Учредяване
Партията е учредена през август 2014 г. в Плиска от бившия активист на ВМРО-БНД – Костадин Костадинов, който година преди това напуска партията, разочарован от преизбирането на Красимир Каракачанов за председател на ВМРО–БНД през 2012 г.
През юни 2014 г. Костадин Костадинов заявява пред медии, че на 2 август в същата година в град Плиска ще се състои учредително събрание, на което се създава партия „Възраждане“. Инициаторите избират деня, в който се отбелязва годишнина от началото на Илинденско-Преображенското въстание.

### Протести
През 2018 г. партия „Възраждане“ оценява 3–то правителството на Бойко Борисов (съставено между ГЕРБ и Обединени патриоти) като изключително вредно за страната, от началото на 2020 г. започва активни протестни действия срещу него. На 27 януари 2020 г. при протест, организиран от партията пред Министерство на регионалното развитие и благоустройството, полицията ползва сълзотворен газ за да разпръсне протестиращите. Има десетки обгазени, потърсили медицинска помощ, както и арестувани.
След разхлабването на противоепидемичните мерки на 14 май 2020 г. „Възраждане“ провежда протест с искане за оставка на правителството, към който се присъединяват хиляди граждани, които не са свързани с партията.
На 12 януари 2022 г. партията организира протест с искания за отпадане на зеления сертификат и противоепидемичните мерки, които важат за територията на Република България, като са определени за такива, които нарушават конституцията на страната. Искания има също и за оставката на правителството на Кирил Петков.

### Опити за заличаване
През юли 2020 г. Софийската градска прокуратура настоява за заличаване на партия „Възраждане“ по чл. 40, ал. 1, т. 1 от Закона за политическите партии. Предварителната проверка на прокуратурата е разкрила множество нарушения на партията, измежду които деклариране на неверни данни. От 500-те учредители на партията, 108 са заявили, че не са се подписвали, 86 са били извън България към датата на учредителното събрание, а 2-ма от тях са починали през юни 2014 г. – два месеца преди проведеното събрание. Според д-р Костадинов той разполага със записи за оказван натиск от агентите от ДАНС върху разпитваните по случая. На тях се чува как учредители са принуждавани да се отрекат от подписите си, но тези записи не са общодостъпни.
На 30 ноември 2020 г. Софийски градски съд гледа дело за заличаване на партията. Председателят на партията – Костадин Костадинов заявява на излизане от съдебната зала, че ДАНС е подлагала на натиск хора на партията:
| „ | „Питали са ги дали на 2-ри август 2014 година са били в Шуменска област. Отделно от това самият прокурор по делото, на 2 пъти се обърка и говореше за Велики Преслав, а не за Плиска. Очевидно е, че прокурорите не правят разлика между Велики Преслав и Плиска. Може би не правят разлика и между Карлово и Калифорния. Явно такова е нивото на нашата прокуратура“ | “ |

Костадинов заявява, че процесът е политически, тъй като прокуратурата иска заличаване само на „Възраждане“. В същото време прокурорска мярка не се прилага по отношение на други партии като ДОСТ, ДПС и ромски партии.
Второто заседание по делото се провежда на 8 февруари 2021 г. в Софийски градски съд. Изслушани са отново свидетели, които потвърждават, че са сред учредителите на „Възраждане“ и са присъствали на учредителното събрание в град Плиска на 2 август 2014 г. Решава да вземе решение месец по-късно.
На 26 февруари 2021 г. Софийски градски съд (СГС) отхвърля предявения от Софийска градска прокуратура иск за заличаване на политическа партия „Възраждане“. На 31 май 2021 г. „Възраждане“ печели делото за регистрацията си. Върховният касационен съд (ВКС) отхвърля искането на прокуратурата за заличаването на партията и осъжда държавата чрез Върховна касационна прокуратура да заплати на партия „Възраждане“ 1200 лв. за направени разноски.

### Гражданска квота
Преди парламентарните избори през 2017 г. Минчо Христов се съгласява да подкрепи партия „Възраждане“, като кандидат от гражданската ѝ квота, заради заявките на партията да се откаже от държавна субсидия. След като „Възраждане“ взима държавна субсидия и не я връща на държавата, Минчо Христов се отказва от съдружието си с партията.
На парламентарните избори през 2022 г. лидерът на партията Костадин Костадинов решава да премахне гражданската квота, заради действията на депутатката Елена Гунчева (която обаче, влизайки в парламента по-късно става член на партията). С тези действия партията се отказва от бившата си депутатка Цвета Галунова (също избрана за депутат от гражданската квота), адвокатката Румяна Ченалова и подкрепящият партията от години Пламен Пасков.

## Идеология

### Цели и програма
Целите и програмата на партия „Възраждане“ в синтезиран вид се свеждат до следното:
- Икономика и работа

Увеличаване работните места и изграждане на работеща икономическа система.
- Българският бизнес

Финансово стимулиране към малкия, средния и индустриалния бизнес в България.
- Българската армия

Създаването на елитна българска войска, поставяйки България отново на геополитическата карта.
- Национална сигурност

Създаване на отбранителна система, гарантираща сигурност и спокойствие на всеки един българин.
- Външна политика

Независимост на България на световната сцена, като българският национален интерес стои над всичко. 
- Вътрешна политика

Превръщане на българското население в един силен, разумен и достоен народ.
- Екология

Опазването на екологията и природната среда и създаването на една чиста България.
- Демографска криза

– Стимулиране на раждаемостта и ограничаване на емиграцията.

– Стимулиране на преселване в страната на различни български общности, останали по стечение на обстоятелствата извън границите на Република България, особено в обезлюдяващи се селища.

– Въвеждане на семейно подоходно облагане и предвиждане на съществени
данъчни облекчения за семействата с деца и ученици.

– Драстично увеличаване на детските добавки за всяко дете - български гражданин, но само като право да бъдат приспадани от дължимите от родителите му данъци.
- Българите в чужбина

Държавата трябва да подпомага и да поеме активната защита на правата на българските общности в Сърбия, Турция, Гърция, Македония, Украйна, Молдова, Косово, Албания и Румъния. Тя трябва да ги защитава от асимилация чрез откриване на нови организации, читалища и училища в чужбина, които да поддържат българският дух; Обучение на децата на задграничните българи в български училища и университети. Издаване на вестници и списания за диаспората, осигуряване на български сателитен телевизионен сигнал и връзка с интернет. Максимално възползване от свободата на движение на стоки и ресурси в рамките на ЕС. Отпор на опитите  на брюкселската администрация да внедрява безмислени регулации.
- Образование

– Учителите да получат възможността да определят учебното съдържание, методиката, темпото и формата на преподаване.

– Драстично намаляване на бюрокрацията и на документооборота на учителите.
 
– Възстановяване на специализираните училища, подготвящи професионални кадри.

– Образователната система да дава не само като знания, но и възпитание.
 
– Прилагане на нови мултимедийни образователни технологии, хибридни образователни инициативи, самостоятелни и дистанционни форми и домашното обучение.

– Да се премахнат делегираните бюджети и се създаде нова, гъвкава система за финансиране. Трябва да се прекрати издаването на дипломи без покритие.

– Да се прекрати практиката за закриване на училища.

– Трябва да се промени политиката и практиката на акредитиране на висшите училища, като се създаде и ясна и прозрачна система за оценяването на качеството на образователния им процес и бюджетното финансиране да се обвърже с качеството на образователния процес. Стимулиране на научния обмен на ниво гостуващи преподаватели.
- Здравеопазване

– Да се спрат злоупотребите в здравеопазването и финансовия подход към медицинските учреждения като към търговски дружества. Държавата да поеме финансирането на някои медицински дейности със социална и демографска стойност.

– Въвеждане на доброволност на здравното осигуряване.

– Признаване на правото на минимален безплатен пакет медицинска помощ за всички български граждани, която ще е финансирана чрез държавния бюджет и чрез дарения. Въвеждане на лична здравна карта с индивидуална партида.
 
– Въвеждане на информационните и комуникационни технологии в отчитането на медицинската помощ.

– Увеличаване на ресурсите за превенция и профилактика. Възстановяване на училищните здравни кабинети.
– Създаване на индикативни стандарти и нива за заплащането на труда на лекарския и нелекарския персонал в държавните и общински лечебни заведения.

### Платформа за управление
В Платформата за управление на партията е записано:
„В противовес на пропагандираното, че света се свежда до ЕС и САЩ, ние считаме, че той е много по-голям. Важни за икономическото развитие на България са дълбоките връзки със стари икономически партньори като Русия, Арабския свят, Далечния изток и всички страни извън ЕС. Крайно време е да стане ясно, че Русия не ни е враг априори, а може да ни
бъде и партньор и съюзник!“
Няколкократно е задаван въпрос към лидера на партията, дали потвърждава, че партията му е с проруска идеология. Обикновено този въпрос му е задаван към края на неговите интервюта, на който той отвръща:
„През цялото време говоря единствено и само за България, не знам къде Вие чухте да говоря за Русия. Тези твърдения целят само едно – да покажат че едва ли не ние сме поредните, но не сме. България трябва да бъде една независима държава, не влияеща се от други. Няма лошо да правим бизнес с други държави, стига и нашата страна да има интерес във това.“
Партията има цел да осъществи обединение на България с Република Северна Македония. „Пътят към това обединение е все по-пълна икономическа, културна и политическа интеграция, която да доведе до възстановяване на разкъсаното единство на българската народност и да направи България най-голямата и силна държава в Югоизточна Европа.“
Като крайна цел се поставя възстановяване на пълната държавна независимост на България.

## Ръководство
- Петър Петров – заместник-председател
- Цончо Ганев – заместник-председател
- Николай Дренчев – организационен секретар

## Критики и противоречия
На 20 октомври 2021 г. членове и симпатизанти на „Възраждане“ пресрещат пред МОН Николай Денков, министъра на образованието от служебния кабинет на Стефан Янев, и го притискат и обиждат. Полицията се намесва, за да може министърът да влезе в сградата на МОН.
На 3 март 2022 г. симпатизанти на партията замерват премиера Кирил Петков със снежни топки на връх Шипка. Президентът на страната Румен Радев заклеймява поведението на партията. На въпрос дали това е пробив в националната сигурност, той отвръща: „Няма пробив в националната сигурност, има пробив в здравия разум.“

### Разследвания
През май 2020 г. разследване на Нова телевизия, направено от Васил Иванов, заявява, че партия „Възраждане“ не се е отказала от партийната си субсидия. Една четвърт е отишла за благотворителни цели, а остатъкът – 700 000 лева – са изхарчени за личните къща и кола на Костадинов. В отговор, председателят Костадинов заявява, че „Възраждане“ е приело през 2017 година да дари изцяло своята субсидия, ако влезе в парламента. Понеже не успява, партията решава да дарява само част от нея, което и прави. След като от телевизията му е отказано право на отговор, д-р Костадинов обявява, че смята за заведе дело за клевета, като настоява, че няма злоупотреби, а разследването е манипулирано и е плод на политическа поръчка.
Около 1/3 от парите от субсидията на последните избори са отишли като дарение за около 50 семейства за ин-витро раждания. Останалите пари са вложени в предизборната кампания на „Възраждане“. Относно твърдението за неговата къща, Костадинов казва на интервю в студиото на 120 минути по BTV на 13.06.2021, че парите за неговия имот са от 30-годишен кредит като допълнителна цена малко над 15 000лв собствени средства. Според Костадинов разходването на субсидията на партия „Възраждане“ впоследствие е одитирано неколкократно от Сметната палата, като при всички одити не са открити нарушения. Данните от одитите са налични на сайта на Сметната палата за обществено ползване и информация.
В отговор на твърдението на Костадинов, сметната палата заявява, че той е излъгал, и няма законова забрана политици да се отказват от субсидията си. „Това твърдение на Костадин Костадинов не отговаря на истината....Сметната палата никога не е давала указания и не се е произнасяла, че няма възможност за отказ от получаване на държавна субсидия.“

### Конфликт с Елена Гунчева
Елена Гунчева, която през 2021 г. е избрана от Костадинов за негова вицепрезидентка по време на кандидат-президентската им кампания, напуска партия „Възраждане“ на 24 юни 2022 г. поради поведението на Костадинов, некомпетентността на някои от кадрите на партията и липсата на сътрудничество на партията с гражданските организации.
На 8 септември 2022 г. Гунчева публикува статия, в която описва членовете на партия „Възраждане“ като „фашизоиди и илитерати“. Гунчева нарича Костадинов „патерица“ на Бойко Борисов.

## Участия в избори

### Парламентарни избори

#### 2017 г.
ЦИК регистрира партия „Възраждане“ за участие в парламентарните избори на 26 март 2017 г. След изтеглен жребий номерът на избирателната бюлетина е 14. Сред водачите на листи в избирателните райони са бившите народни представители от партия Атака в XL народно събрание – доц. Минчо Христов и Стела Банкова, както и Пламен Пасков – български политик и общественик.
При 54,07 % избирателна активност и 100 % обработени протоколи, партията получава 1,11 % подкрепа (или 37 896 гласа).
След изборите партията участва на пресконференция в БТА, където председателят ѝ – Костадин Костадинов заявява, че партията се отказва от държавната партийна субсидия, която ѝ се полага за това, при условие, че влезе в парламента. Партията уточнява, че ще изпрати писмо до Сметната палата, с желание парите да бъдат пренасочвани към благотворителни каузи.
Резултати от парламентарните избори през 2017 г. (по избирателни райони):
| Избирателен район       | Парламентарни избори през 2017 г. | Парламентарни избори през 2017 г. | Парламентарни избори през 2017 г. |
| Избирателен район       | Избирателна активност             | Действителни гласове              | Дял от гласувалите                |
| Сумарно                 | 54,07%                            | 37896                             | 1,11%                             |
| ----------------------- | --------------------------------- | --------------------------------- | --------------------------------- |
| 1 МИР Благоевград       | 51,74%                            | 1012                              | 0,65%                             |
| 2 МИР Бургас            | 56,27%                            | 1528                              | 0,78%                             |
| 3 МИР Варна             | 53,78%                            | 3503                              | 1,67%                             |
| 4 МИР Велико Търново    | 53,99%                            | 1359                              |                                   |
| 5 МИР Видин             | 48,43%                            | 374                               | 0,87%                             |
| 6 МИР Враца             | 55,03%                            | 574                               | 0,66%                             |
| 7 МИР Габрово           | 54,25%                            | 588                               | 1,00%                             |
| 8 МИР Добрич            | 47,18%                            | 1289                              | 1,56%                             |
| 9 МИР Кърджали          | 35,60%                            | 223                               | 0,26%                             |
| 10 МИР Кюстендил        | 48,53%                            | 831                               | 1,32%                             |
| 11 МИР Ловеч            | 56,96%                            | 793                               | 1,16%                             |
| 12 МИР Монтана          | 55,46%                            | 538                               | 0,79%                             |
| 13 МИР Пазарджик        | 52,68%                            | 1056                              | 0,87%                             |
| 14 МИР Перник           | 56,26%                            | 547                               | 0,88%                             |
| 15 МИР Плевен           | 52,47%                            | 1645                              | 1,33%                             |
| 16 МИР Пловдив (град)   | 53,88%                            | 2043                              | 1,30%                             |
| 17 МИР Пловдив (област) | 53,47%                            | 1208                              | 0,80%                             |
| 18 МИР Разград          | 46,13%                            | 290                               | 0,48%                             |
| 19 МИР Русе             | 50,23%                            | 1363                              | 1,32%                             |
| 20 МИР Силистра         | 52,33%                            | 336                               | 0,56%                             |
| 21 МИР Сливен           | 48,44%                            | 662                               | 0,82%                             |
| 22 МИР Смолян           | 58,61%                            | 301                               | 0,50%                             |
| 23 МИР София            | 57,54%                            | 3166                              | 1,40%                             |
| 24 МИР София            | 46,82%                            | 2494                              | 1,44%                             |
| 25 МИР София            | 52,40%                            | 2860                              | 1,55%                             |
| 26 МИР София (област)   | 60,46%                            | 993                               | 0,84%                             |
| 27 МИР Стара Загора     | 56,55%                            | 1504                              | 0,94%                             |
| 28 МИР Търговище        | 51,22%                            | 340                               | 0,57%                             |
| 29 МИР Хасково          | 52,73%                            | 1095                              | 0,91%                             |
| 30 МИР Шумен            | 48,40%                            | 574                               | 0,66%                             |
| 31 МИР Ямбол            | 52,67%                            | 516                               | 0,88%                             |
| Извън България          |                                   | 2291                              | 2,04%                             |

#### април 2021 г.
На 12 февруари партията внася около 3500 подписа в Централната избирателна комисия, за участие в парламентарните избори през април 2021 г. Организационният секретар Николай Дренчев заявява, че „Възраждане“ ще се яви самостоятелно на изборите. На 16 февруари ЦИК одобрява явяването на „Възраждане“ като самостоятелна партия. На 2 март в ЦИК е изтеглен жребият за определяне на поредните номера на партиите и коалициите, регистрирали кандидатски листи, партия „Възраждане“ е с № 5.
Водачи на листи от граждански квоти са – адвокат Елена Гунчева, Пламен Пасков и бившата съдийка Румяна Ченалова.
При 100 % обработени протоколи партия „Възраждане“ печели 78 414 гласа, равняващи се на 2,45 %.

#### юли 2021 г.
На 25 май партията се регистрира за участие в парламентарните избори през юли 2021 г.. Организационният секретар Николай Дренчев обяснява защо партията се явява самостоятелно:
| „ | Очакванията са влизане на „Възраждане“ в следващия парламент. „Възраждане“ няма да се скрие зад коалиция, зад договорки, които биха ни катапултирали лесно и бързо в Народното събрание. Но това би било за сметка на нашите обещания. | “ |

На 16 юни три патриотични сдружения обявяват подкрепата си за партия „Възраждане“ на тези избори. Това се случва на пресконференция в националния пресклуб на БТА, където присъстват председателите на трите сдружения – Веселин Костов („Хан Кубрат“), Марин Маринов („Велика България“) и Живко Иванов („Православна зора“).
При 42,19 % избирателна активност и 100 % обработени протоколи, партията получава 3,01 % подкрепа (или 82 147 гласа).

#### Резултати
- Резултати на парламентарните избори през април 2021 г., по многомандатни избирателни райони.
- Резултати на парламентарните избори през юли 2021 г., по многомандатни избирателни райони.

Резултати от парламентарните избори през април 2021 г., юли 2021 г. и ноември 2021 г. (по избирателни райони):
| Избирателен район       | Парламентарни избори през април 2021 г. | Парламентарни избори през април 2021 г. | Парламентарни избори през април 2021 г. | Парламентарни избори през юли 2021 г. | Парламентарни избори през юли 2021 г. | Парламентарни избори през юли 2021 г. | Парламентарни избори през ноември 2021 г. | Парламентарни избори през ноември 2021 г. | Парламентарни избори през ноември 2021 г. |
| Избирателен район       | Избирателна активност                   | Действителни гласове                    | Дял от гласувалите                      | Избирателна активност                 | Действителни гласове                  | Дял от гласувалите                    | Избирателна активност                     | Действителни гласове                      | Дял от гласувалите                        |
| Сумарно                 | 50,61%                                  | 78414                                   | 2,41%                                   | 42,19%                                | 82147                                 | 3,01%                                 | 40,23%                                    | 127568                                    | 4,86%                                     |
| ----------------------- | --------------------------------------- | --------------------------------------- | --------------------------------------- | ------------------------------------- | ------------------------------------- | ------------------------------------- | ----------------------------------------- | ----------------------------------------- | ----------------------------------------- |
| 1 МИР Благоевград       | 50,72%                                  | 1759                                    | 1,15%                                   | 40,03%                                | 2018                                  | 1,63%                                 | 37,08%                                    | 3304                                      | 2,89%                                     |
| 2 МИР Бургас            | 49,50%                                  | 4315                                    | 2,51%                                   | 42,00%                                | 4519                                  | 3,01%                                 | 38,74%                                    | 7148                                      | 5,20%                                     |
| 3 МИР Варна             | 50,83%                                  | 6347                                    | 3,22%                                   | 42,94%                                | 7167                                  | 4,19%                                 | 39,69%                                    | 10563                                     | 6,74%                                     |
| 4 МИР Велико Търново    | 48,57%                                  | 2306                                    | 2,37%                                   | 40,43%                                | 2718                                  | 3,27%                                 | 37,68%                                    | 4263                                      | 5,54%                                     |
| 5 МИР Видин             | 47,79%                                  | 638                                     | 1,63%                                   | 37,58%                                | 621                                   | 1,97%                                 | 34,20%                                    | 966                                       | 3,41%                                     |
| 6 МИР Враца             | 52,12%                                  | 1402                                    | 1,79%                                   | 42,00%                                | 1322                                  | 2,05%                                 | 37,27%                                    | 2198                                      | 3,88%                                     |
| 7 МИР Габрово           | 49,09%                                  | 1224                                    | 2,48%                                   | 39,51%                                | 1339                                  | 3,29%                                 | 36,10%                                    | 2224                                      | 6,00%                                     |
| 8 МИР Добрич            | 42,12%                                  | 1813                                    | 2,54%                                   | 33,62%                                | 1880                                  | 3,23%                                 | 30,20%                                    | 2718                                      | 5,22%                                     |
| 9 МИР Кърджали          | 28,08%                                  | 318                                     | 0,45%                                   | 28,54%                                | 383                                   | 0,53%                                 | 25,65%                                    | 718                                       | 1,08%                                     |
| 10 МИР Кюстендил        | 44,31%                                  | 989                                     | 1,79%                                   | 35,18%                                | 1136                                  | 2,53%                                 | 31,87%                                    | 1800                                      | 4,43%                                     |
| 11 МИР Ловеч            | 53,36%                                  | 1236                                    | 2,03%                                   | 39,03%                                | 1272                                  | 2,78%                                 | 35,35%                                    | 1875                                      | 4,57%                                     |
| 12 МИР Монтана          | 54,96%                                  | 933                                     | 1,44%                                   | 41,73%                                | 1000                                  | 2,01%                                 | 37,22%                                    | 1626                                      | 3,68%                                     |
| 13 МИР Пазарджик        | 47,90%                                  | 1825                                    | 1,67%                                   | 35,01%                                | 1829                                  | 2,22%                                 | 32,77%                                    | 3178                                      | 4,13%                                     |
| 14 МИР Перник           | 53,08%                                  | 944                                     | 1,70%                                   | 41,65%                                | 1086                                  | 2,44%                                 | 39,01%                                    | 1887                                      | 4,57%                                     |
| 15 МИР Плевен           | 47,72%                                  | 2056                                    | 1,90%                                   | 37,96%                                | 2086                                  | 2,37%                                 | 34,95%                                    | 3340                                      | 4,14%                                     |
| 16 МИР Пловдив (град)   | 46,77%                                  | 4484                                    | 3,32%                                   | 39,53%                                | 4740                                  | 4,04%                                 | 39,18%                                    | 7470                                      | 6,42%                                     |
| 17 МИР Пловдив (област) | 45,44%                                  | 2998                                    | 2,35%                                   | 37,08%                                | 2934                                  | 2,74%                                 | 33,28%                                    | 4768                                      | 4,98%                                     |
| 18 МИР Разград          | 41,02%                                  | 597                                     | 1,14%                                   | 36,02%                                | 511                                   | 1,08%                                 | 31,26%                                    | 956                                       | 2,33%                                     |
| 19 МИР Русе             | 45,01%                                  | 2147                                    | 2,43%                                   | 37,94%                                | 2321                                  | 3,04%                                 | 35,27%                                    | 3977                                      | 5,64%                                     |
| 20 МИР Силистра         | 46,60%                                  | 690                                     | 1,33%                                   | 41,89%                                | 732                                   | 1,55%                                 | 37,40%                                    | 1190                                      | 2,83%                                     |
| 21 МИР Сливен           | 42,34%                                  | 1478                                    | 2,14%                                   | 32,88%                                | 1570                                  | 2,82%                                 | 29,65%                                    | 2453                                      | 4,89%                                     |
| 22 МИР Смолян           | 54,68%                                  | 502                                     | 0,95%                                   | 45,85%                                | 531                                   | 1,18%                                 | 42,84%                                    | 1014                                      | 2,44%                                     |
| 23 МИР София            | 53,85%                                  | 5043                                    | 2,32%                                   | 48,16%                                | 6235                                  | 3,16%                                 | 51,35%                                    | 9688                                      | 4,62%                                     |
| 24 МИР София            | 50,47%                                  | 3870                                    | 2,37%                                   | 42,24%                                | 4617                                  | 3,28%                                 | 36,37%                                    | 7429                                      | 5,11%                                     |
| 25 МИР София            | 48,04%                                  | 4513                                    | 2,74%                                   | 40,75%                                | 5095                                  | 3,59%                                 | 41,03%                                    | 8359                                      | 5,80%                                     |
| 26 МИР София (област)   | 55,09%                                  | 1807                                    | 1,73%                                   | 41,93%                                | 1812                                  | 2,20%                                 | 39,03%                                    | 3179                                      | 4,23%                                     |
| 27 МИР Стара Загора     | 50,52%                                  | 3918                                    | 2,79%                                   | 41,54%                                | 4254                                  | 3,61%                                 | 36,94%                                    | 6514                                      | 6,24%                                     |
| 28 МИР Търговище        | 44,28%                                  | 586                                     | 1,17%                                   | 36,08%                                | 599                                   | 1,43%                                 | 32,07%                                    | 1082                                      | 2,92%                                     |
| 29 МИР Хасково          | 49,80%                                  | 2504                                    | 2,27%                                   | 39,46%                                | 2662                                  | 2,97%                                 | 36,58%                                    | 3732                                      | 4,51%                                     |
| 30 МИР Шумен            | 39,93%                                  | 1185                                    | 1,66%                                   | 34,79%                                | 1290                                  | 2,03%                                 | 31,12%                                    | 2114                                      | 3,75%                                     |
| 31 МИР Ямбол            | 46,02%                                  | 1340                                    | 2,79%                                   | 37,65%                                | 1313                                  | 3,27%                                 | 33,88%                                    | 2080                                      | 5,80%                                     |
| Извън България          |                                         | 12647                                   | 7,43%                                   |                                       | 10555                                 | 6,23%                                 |                                           | 13755                                     | 6,15%                                     |

#### юни 2024 г.
На 9 юни 2024 г. Възраждане е четвърта политическа сила с 13,78 % от гласовете ( 0,38 %).

### Президентски избори

#### 2021 г.
На президентските избори през 2021 г. партията взема решение да издигне за кандидат–президент председателя на партията – Костадин Костадинов, а за вицепрезидент – адвокат Елена Гунчева. Официално обявено на 22 септември, на пресконференция в пресклуба на БТА.

### Местни избори

#### 2015 г.
На местните избори през 2015 г., година след създаването на партията, участва в 5 от 265 общини – Варна, Добрич, Силистра, Балчик и Костенец. Печели 1 място в общинския съвет на Варна.

#### 2019 г.
На местните избори през 2019 г. партията участва в 68 от 265 общини, като печели:
- 1 кмет на община – Тополовград;
- 6 кметове на кметства – Дебелт (община Средец), Хлябово (община Тополовград), Езерово (община Белослав), Винарово (община Ново село), Николово (община Русе), Шейново (община Казанлък);
- 29 общински съветници в 13 от общо 265 общини:

| Община        | Места в Общинския съвет |
| Тополовград   | 8 / 17                  |
| Варна         | 4 / 51                  |
| Бургас        | 2 / 51                  |
| Ново село     | 2 / 11                  |
| Разлог        | 2 / 21                  |
| Сапарева баня | 2 / 13                  |
| Сливен        | 2 / 41                  |
| Трявна        | 2 / 17                  |
| Антон         | 1 / 11                  |
| Русе          | 1 / 51                  |
| Стара Загора  | 1 / 51                  |
| Харманли      | 1 / 29                  |
| Хисаря        | 1 / 17                  |

Председателят на партията – д-р Костадин Костадинов е кандидат за кмет във втората по численост на населението община – Варна. Успява да стигне до балотаж, получавайки 14,3 % подкрепа от упражнилите своя глас. На втория тур губи от кандидата на ГЕРБ – Иван Портних, като получава 33,9 % подкрепа, при 28,76% избирателната активност.

### Избори за Европейския парламент

#### 2019 г.
На изборите за Европейския парламент през 2019 г. партията регистрира в ЦИК листата си от кандидати, в която председателят на партията е на последното 17–то място. Изборите се провеждат на 26 май, при 32,64% избирателна активност партията получава 1,04% подкрепа (или 20 319 действителни гласа).
Резултати по избирателни райони:
| Избирателен район       | Избирателна активност | Действителни гласове | Дял от гласувалите |
| Сумарно                 | 32,64%                | 20319                | 1,04%              |
| ----------------------- | --------------------- | -------------------- | ------------------ |
| 1 МИР Благоевград       | 36,40%                | 585                  | 0,61%              |
| 2 МИР Бургас            | 32,55%                | 1343                 | 1,24%              |
| 3 МИР Варна             | 32,98%                | 2407                 | 1,94%              |
| 4 МИР Велико Търново    | 30,61%                | 630                  | 1,04%              |
| 5 МИР Видин             | 32,20%                | 236                  | 0,90%              |
| 6 МИР Враца             | 36,60%                | 325                  | 0,59%              |
| 7 МИР Габрово           | 29,03%                | 417                  | 1,44%              |
| 8 МИР Добрич            | 29,81%                | 638                  | 1,39%              |
| 9 МИР Кърджали          | 41,78%                | 128                  | 0,22%              |
| 10 МИР Кюстендил        | 29,91%                | 250                  | 0,75%              |
| 11 МИР Ловеч            | 36,31%                | 422                  | 1,03%              |
| 12 МИР Монтана          | 36,95%                | 257                  | 0,59%              |
| 13 МИР Пазарджик        | 29,06%                | 423                  | 0,64%              |
| 14 МИР Перник           | 32,45%                | 209                  | 0,63%              |
| 15 МИР Плевен           | 27,51%                | 619                  | 1,00%              |
| 16 МИР Пловдив (град)   | 28,82%                | 1049                 | 1,31%              |
| 17 МИР Пловдив (област) | 27,55%                | 626                  | 0,84%              |
| 18 МИР Разград          | 36,71%                | 157                  | 0,40%              |
| 19 МИР Русе             | 30,12%                | 827                  | 1,44%              |
| 20 МИР Силистра         | 38,56%                | 274                  | 0,70%              |
| 21 МИР Сливен           | 26,60%                | 389                  | 0,93%              |
| 22 МИР Смолян           | 39,53%                | 136                  | 0,36%              |
| 23 МИР София            | 35,01%                | 1503                 | 1,10%              |
| 24 МИР София            | 27,86%                | 1105                 | 1,11%              |
| 25 МИР София            | 28,86%                | 1150                 | 1,20%              |
| 26 МИР София (област)   | 34,50%                | 383                  | 0,60%              |
| 27 МИР Стара Загора     | 32,23%                | 1263                 | 1,44%              |
| 28 МИР Търговище        | 38,26%                | 152                  | 0,38%              |
| 29 МИР Хасково          | 37,80%                | 673                  | 0,89%              |
| 30 МИР Шумен            | 32,47%                | 323                  | 0,65%              |
| 31 МИР Ямбол            | 29,92%                | 395                  | 1,27%              |
| Извън България          |                       | 1025                 | 4,26%              |